# Гертруд фон Меренберг
Гертруд фон Меренберг (на немски: Gertrud von Merenberg; † 6 октомври 1350) е господарка, наследничка на господството Меренберг при Вайлбург и графството Глайберг в Хесен (1328 – 1333) и чрез женитба графиня на Насау-Вайлбург.

## Биография
Тя е голямата дъщеря на Хартрад фон Меренберг († сл. 1328) и съпругата му Лиза фон Сайн († сл. 1328), дъщеря на граф Йохан I фон Сайн-Хахенбург († 1324) и ландграфиня Елизабет I фон Хесен († 1293), дъщеря на ландграф Хайнрих I фон Хесен и принцеса Аделхайд фон Брауншвайг-Люнебург. Сестра е на Лиза фон Меренберг († сл. 1375), омъжена 1345 г. за Улрих III фон Хоенлое-Браунек-Халтенбергщетен († 1366/1367) и втори път за Луполд Кюхенмайстер фон Нортенберг († ок. 1375), и на Кунигунда фон Меренберг († сл. 1360), омъжена 1343 г. за Райнхард I фон Вестербург († 1353).
Чрез одобреното завещание през 1326 г. от крал Лудвиг IV Баварски дъщерите на Хартрад стават наследници на господството. Граф Герлах фон Насау е определен за опекун.
Гертруд се омъжва през 1333 г. за граф Йохан I фон Насау-Вайлбург, с което господството Меренберг заедно с графството Глайберг отиват на род Насау-Вайлбург. Сестра ѝ Лиза отива в манастир и се отказва от наследството. Родът Вестербург проявява искания за наследството и се стига до дълъг конфликт, през който се отказват исканията на Вестербургите.
Гертруд фон Меренберг умира на 6 октомври 1350 г. и е погребана във Вайлбург.

## Фамилия
Гертруд фон Меренберг се омъжва 1333 г. за граф Йохан I фон Насау-Вайлбург (* 1309; † 20 септември 1371), вторият син на граф Герлах I (1285 – 1361) и първата му съпруга Агнес фон Хесен († 1332), дъщеря на ландграф Хайнрих фон Хесен. Йохан е внук на крал Адолф от Насау († 1298). Така господството Меренберг заедно с графството Глайберг отиват на род Насау-Вайлбург. Двамата имат една дъщеря († сл. 1346), която е сгодена през 1340 г. за Райнхард II фон Вестербург от Дом Рункел (* 1354; † 1421), която обаче умира като дете. Райнхард II се жени вместо за нея през 1373 г. за племенницата на Йохан, графиня Катарина фон Насау-Висбаден-Идщайн († 1403).
През 1353 г. Йохан I фон Насау-Вайлбург се жени втори път за наследничката графиня Йохана фон Саарбрюкен († октомври 1381). Йохан получава през 1366 г. от император Карл IV за себе си и наследниците си титлата покнязен граф на империята.